# 船蛸總科
船蛸總科（拉丁語：Argonautoida）是一個無鰭亞目的總科。

## 分類
- 頭足綱 Cephalopoda
  - 鸚鵡螺亞綱（Nautiloidea）：鸚鵡螺
  - †菊石亞綱（Ammonoidea）：菊石
  - 鞘形亞綱（Coleoidea）
    - 十腕總目（Decapodiformes）：烏賊、墨魚
    - 八腕總目（Octopodiformes）
      - 幽靈蛸目（Vampyromorphida）：吸血鬼烏賊
      - 章魚目（Octopoda）
        - †波爾蛸屬（Pohlsepia） （地位未定）
        - †前蛸屬（Proteroctopus） （地位未定）
        - †古蛸屬（Palaeoctopus） （地位未定）
        - 有鰭亞目（Cirrina）：有肉鰭的深海章魚
        - 無鰭亞目（Incirrina）
          - 章魚總科 Octopodoidea
            - 水母蛸科 Amphitretidae：望遠鏡章魚
              - 水母蛸亞科 Amphitretinae
              - 單盤蛸亞科（英语：Bolitaeninae） Bolitaeninae：凝膠章魚
              - 玻璃蛸亞科（英语：Vitreledonella） Vitreledonellinae：玻璃章魚

            - 深海多足蛸科 Bathypolypodidae
            - 麝香蛸科 Eledonidae
            - 腸腕蛸科 Enteroctopodidae
            - 巨愛爾斗蛸科 Megaleledonidae
            - 章魚科 Octopodidae

          - 船蛸總科（Argonautoida）
            - 異夫蛸科（Alloposidae）：七腕章魚
            - 船蛸科（Argonautidae）：船蛸、紙鸚鵡螺
            - 快蛸科（Ocythoidae）：瘤狀遠洋章魚
            - 水孔蛸科（Tremoctopodidae）：毛毯章魚

## 外部連結
- 生命樹網路計劃：船蛸總科 （页面存档备份，存于）